# Eric Heuvel
Eric Heuvel (Amsterdam, 25 mei 1960) is een Nederlands stripmaker. Hij is bekend geworden door de stripreeksen Bud Broadway (eigen scenario), Geheim van de tijd (samen met scenarioschrijver Frits Jonker) en January Jones (scenario van Martin Lodewijk). De meeste van zijn stripreeksen werden voorgepubliceerd in het Algemeen Dagblad. In 2012 wint Eric de prestigieuze Stripschapprijs.
Op 26 april 2018 ontving Heuvel de onderscheiding Ridder in de Orde van de Nederlandse Leeuw.

## Reeksen (selectie)

### January Jones
January Jones is de eerste stripreeks die Eric Heuvel heeft gemaakt. De strip ontstond aan het begin van de jaren 90, toen Eric Heuvel striptekenaar Martin Lodewijk benaderde voor samenwerking. Het aanvankelijke idee dat Eric Heuvel assistent van  Martin Lodewijk zou worden werd door beide kanten te prijzig bevonden. De samenwerking ging echter wel door omdat  Eric Heuvel en  Martin Lodewijk op het idee kwamen om met zijn tweeën een eigen strip te maken. Die strip, January Jones, was gebaseerd op de gedachte dat Nederland te weinig vrouwelijke striphelden kende, eigenlijk alleen maar Franka van Henk Kuijpers. De avonturenstrip gaat over de jonge pilote January Jones. January beleeft tijdens diverse roemrijke vliegtuigraces meerdere avonturen. De stripreeks werd voorgepubliceerd in het Algemeen Dagblad. Het project resulteerde uiteindelijk in vier verhalen die allemaal als album werden uitgegeven. De reeks kwam na het vierde album ten einde omdat Martin Lodewijk het te druk kreeg met andere projecten. De strip kwam echter na vele verzoeken in 2009 terug met een 10 pagina's tellend verhaal (Het halve werk) in het stripblad Eppo. Martin Lodewijk en Heuvel besloten van een tweede kort verhaal af te zien en zich volledig op de lange verhalen te focussen. In 2011 verscheen dan eindelijk het vijfde (lange) verhaal in Eppo, De horens van de stier (Reeds aangekondigd in 1995 als De hoorns van de stier). In februari 2012 werd bekend dat aan het zesde lange verhaal gewerkt wordt: Het graf van de zeppelin. Vanaf 2014 nam Eric Heuvel het scenario ook op zich wat resulteerde in het zevende lange verhaal (33 platen om het samen met Het halve werk in één album te krijgen) Het lijk van Lenin. Anno 2024 wordt gewerkt aan het 13e album in de reeks.
Albums:
1. Dodenrit naar Monte Carlo
2. De schedel van sultan Mkwawa
3. De schatten van koning Salomo
4. Het Pinkerton draaiboek
5. De horens van de Stier
6. Het graf van de zeppelin
7. Het lijk van Lenin
8. De eerste keizer
9. Heroine voor Hanoï
10. Flying down to Rio II
11. Jachtkruiser
12. In de geest van Omar Mukhtar

### Bud Broadway
Na het einde van de reeks January Jones wilde Eric Heuvel doorgaan met het maken van een avonturenstrip. January Jones wilde hij echter alleen met Martin Lodewijk maken, dus hij besloot een nieuwe strip te maken. Dat werd Bud Broadway. Het uiterlijk van Bud Broadway is gebaseerd op dat van Bob Hope. Deze strip, een tekststrip zoals Kapitein Rob en Tom Poes (tekst onder de plaatjes in plaats van in spreekballonnetjes), werd net zoals January Jones en later ook Geheim van de tijd voorgepubliceerd in het Algemeen Dagblad. De strip gaat over een jonge Amerikaanse stand-upcomedian die op de vlucht voor een gangster in de gevaren van de Tweede Wereldoorlog terechtkomt. De strip resulteerde uiteindelijk in een reeks van negen verhalen die van 1995 tot 2000 in het Algemeen Dagblad werd gepubliceerd en die uitgeverij Boumaar vanaf 2002 in evenveel albums uitgeeft.
Albums:
1. De weg naar Java
2. Het geheim van Raffles
3. Banzai op Borneo
4. Het einde van Indië
5. Show in de Sahara
6. De toorts van Caesar
7. De dubbele Duce
8. De lange weg naar huis
9. Verdwaald in jaar 1

### Geheim van de tijd
De reeks Geheim van de Tijd tekende Eric Heuvel op scenario van de Nederlandse scenarioschrijver Frits Jonker. De reeks werd net als veel werk van Heuvel voorgepubliceerd in het Algemeen Dagblad. Het verhaal gaat over de jonge net gescheiden moeder van twee kinderen Sabina. Ze komt tegen haar wil terecht in een net vol mysteries en misdaad. De reeks geeft een andere kijk op het fenomeen 'tijd' zoals het door de meeste mensen altijd werd gezien. De reeks was in de krant niet zo'n succes omdat het ingewikkelde scenario van Frits Jonker moeilijk te volgen was door de vele onderbrekingen in het verhaal. Ieder kwartaal kwam er een deel in de krant en daarna werd de reeks pas weer na een jaar hervat. Toen uitgeverij M en later uitgeverij L de reeks in albums lieten verschijnen, was de reeks wel een succes. De reeks bestond uiteindelijk uit vier verhalen die allemaal nauw op elkaar vervolgde.
Albums:
1. Gat in de Cirkel
2. Eerste Tekens
3. De tijdwachters
4. Een nieuw begin

### Tweede Wereldoorlog
Omstreeks 2000 kwam Eric Heuvel tot de ontdekking dat de jeugd eigenlijk maar schokkend weinig van de Tweede Wereldoorlog wist. Om dit te veranderen benaderde hij de Anne Frank Stichting. Samen met Ruud van der Rol en Menno Metselaar van de stichting werd een verhaal geschreven waarin allerlei verschillende aspecten van de bezetting (zoals de inval, collaboratie en verzet, onderduik en jodenvervolging, hongerwinter en dagelijks leven) aan bod komen. Eric zorgde naast het tekenwerk van De ontdekking ook voor de omzetting van het synopsis, dat samen met Van der Rol en Metselaar tot stand kwam, naar een stripscenario. 
Deze strip gaat over de moderne jongen Jeroen die van zijn oma het verhaal over zijn familie tijdens de Tweede  Wereldoorlog te horen krijgt. De oma van Jeroen werd in die tijd goede vriendinnen met een uit Duitsland gevlucht, Joods meisje genaamd Esther. Tijdens de oorlog werd ze echter (zover Jeroens oma het weet), naar een concentratiekamp gestuurd. Op de dodenherdenking van 4 mei doet Jeroen een schokkende ontdekking... Deze strip werd een groot succes en werd op scholen vaak gebruikt tijdens geschiedenis lessen voor kinderen van 13 tot 16 jaar. 
Enkele jaren later, vroeg het Markt 12 museum (het latere Nationaal Onderduikmuseum) uit Aalten, Eric Heuvel om nog een educatieve strip te maken. Het werd uiteindelijk een spin-off van de ontdekking genaamd De Schuilhoek. Weer even later vroeg Kees Plaisier, de toenmalige directeur van het OorlogsVerzetsMuseum Rotterdam, Heuvel voor opnieuw een educatieve strip. Deze kwam uiteindelijk uit onder de naam Frontstad Rotterdam. 
In 2007 kwam op initiatief van de Anne Frank stichting een vierde strip genaamd De zoektocht. In deze strip wordt, aan de hand van wat Esther meemaakte, over de Holocaust verteld. Dit deel werd in de VS genomineerd voor de prestigieuze 'Eisner Award'  Uiteindelijk werd een trilogie gecompleteerd met het deel 'De Terugkeer' dat de gebeurtenissen in Nederlands Oost Indië tussen 1930 en 1950 behandeld.
Albums:
1. De ontdekking
2. De schuilhoek
3. Frontstad Rotterdam
4. De zoektocht
5. De terugkeer
6. Nieuwe Vrienden
7. De Meimoorden 1940-1948, met Jacques Post (Personalia, 2019)[2]

### Educatieve strips
1. Quaco, Leven in slavernij met Ineke Mok (Walburg Pers, 2019)
2. Multatuli's Max Havelaar (beeldroman naar Multatuli's Max Havelaar), met Jos van Waterschoot (Uitgeverij L, 2020)

### Jeff Rylander
Naast de reeks January Jones startte Eric Heuvel met het maken van nog een avonturenstrip. Jeff Rylander op scenario van Willem Ritstier. De eerste twee verhalen werden voorgepubliceerd in het nieuwe stripblad MaXiX vanaf september 2021 (verhaal één nog met als titel 'Hondenleven') tot februari 2023 (verhaal twee met als titel 'Noodweer') ,toen het tijdschrift alweer stopte. De strip gaat over een "gemankeerde schrijver annex copywriter" die met allerlei klusjes de touwtjes aan elkaar knoopt en dan ook nog met diverse schuldeisers kampt, en die uitgeverij Personalia vanaf 2022 in albums uitgeeft. Een eventueel derde verhaal staat volgens scenarioschrijver Ritstier in de planning, maar hoogstwaarschijnlijk pas nadat Heuvel diverse andere projecten heeft afgerond in 2024, zoals een boek over 80 Jaar bevrijding in Brabant en daarna January Jones # 13 (Bron: FB).
Albums:
1. Paniek op Curacao (2022)
2. Noodweer op Curacao (2023)

## Overige
Eric Heuvel werkt mee aan het tijdschrift Gezond verstand.